# Giro d'Italia de 1930
Giro d'Italia de 1930 foi a décima oitava edição da prova ciclística Giro d'Italia (Corsa Rosa), realizada entre os dias 17 de maio e 8 de junho de 1930.
A competição foi realizada em 14 etapas com um total de 3.907 km.
O vencedor foi o ciclista Luigi Marchisio. Largaram 115 competidores cruzaram a linha de chegada 67 corredores.